# Sue Gardner
Sue Gardner (Bridgetown, Barbados; 11 de mayo de 1967) es una periodista canadiense nacida en Barbados, fue la directora ejecutiva de la Fundación Wikimedia entre 2007 y 2014. Su sucesora fue Lila Tretikov en la dirección de Fundación Wikimedia en San Francisco. Previamente fue directora del website Canadian Broadcasting Corporation.
En mayo del 2007, Gardner dimitió de CBC, y poco después empezó a asesorar a Fundación Wikimedia como consejero especial en operaciones y gobierno.
En diciembre de 2007, fue contratada como directora ejecutiva.  En los siguientes dos años, vigiló el crecimiento del personal incluyendo la adición del equipo de recaudación de fondos, y una mudanza de las oficinas de Tampa a San Francisco.
En octubre de 2009, Gardner fue nombrada por el periódico en línea Huffington Post como uno de los «transformadores del juego de los medios de comunicación del año» por su impacto en los nuevos medios  de su trabajo para Wikimedia.
En marzo del 2013 anunció que dejaría su puesto en la Fundación Wikimedia, una vez que se encontrase a un sustituto. En 2014 finalmente fue sustituida al frente de la Fundación por Lila Tretikov.